# Celiny Włościańskie
Celiny Włościańskie (prononciation : [t͡sɛˈlinɨ vwɔɕˈt͡ɕaɲskʲɛ]) est un village polonais de la gmina de Stanin dans le powiat de Łuków de la voïvodie de Lublin dans l'est de la Pologne.
Le village comptait approximativement une population de 344 habitants en 2015.

## Histoire
De 1975 à 1998, le village est attaché administrativement à l'ancienne voïvodie de Siedlce.
Depuis 1999, il fait partie de la nouvelle voïvodie de Lublin.